# Vignale
Pour les articles homonymes, voir Vignale (homonymie).
Vignale est une commune française, située dans la circonscription départementale de la Haute-Corse et le territoire de la collectivité de Corse.
Le village appartient à la piève de Marana.

## Urbanisme

### Typologie
Au 1er janvier 2024, Vignale est catégorisée commune rurale à habitat dispersé, selon la nouvelle grille communale de densité à sept niveaux définie par l'Insee en 2022.
Elle est située hors unité urbaine. Par ailleurs la commune fait partie de l'aire d'attraction de Bastia, dont elle est une commune de la couronne,. Cette aire, qui regroupe 93 communes, est catégorisée dans les aires de 50 000 à moins de 200 000 habitants,.

### Occupation des sols
L'occupation des sols de la commune, telle qu'elle ressort de la base de données européenne d’occupation biophysique des sols Corine Land Cover (CLC), est marquée par l'importance des forêts et milieux semi-naturels (94,1 % en 2018), une proportion sensiblement équivalente à celle de 1990 (95 %). La répartition détaillée en 2018 est la suivante : 
forêts (59,1 %), milieux à végétation arbustive et/ou herbacée (29,4 %), zones agricoles hétérogènes (5,8 %), espaces ouverts, sans ou avec peu de végétation (5,6 %). L'évolution de l’occupation des sols de la commune et de ses infrastructures peut être observée sur les différentes représentations cartographiques du territoire : la carte de Cassini (XVIIIe siècle), la carte d'état-major (1820-1866) et les cartes ou photos aériennes de l'IGN pour la période actuelle (1950 à aujourd'hui).

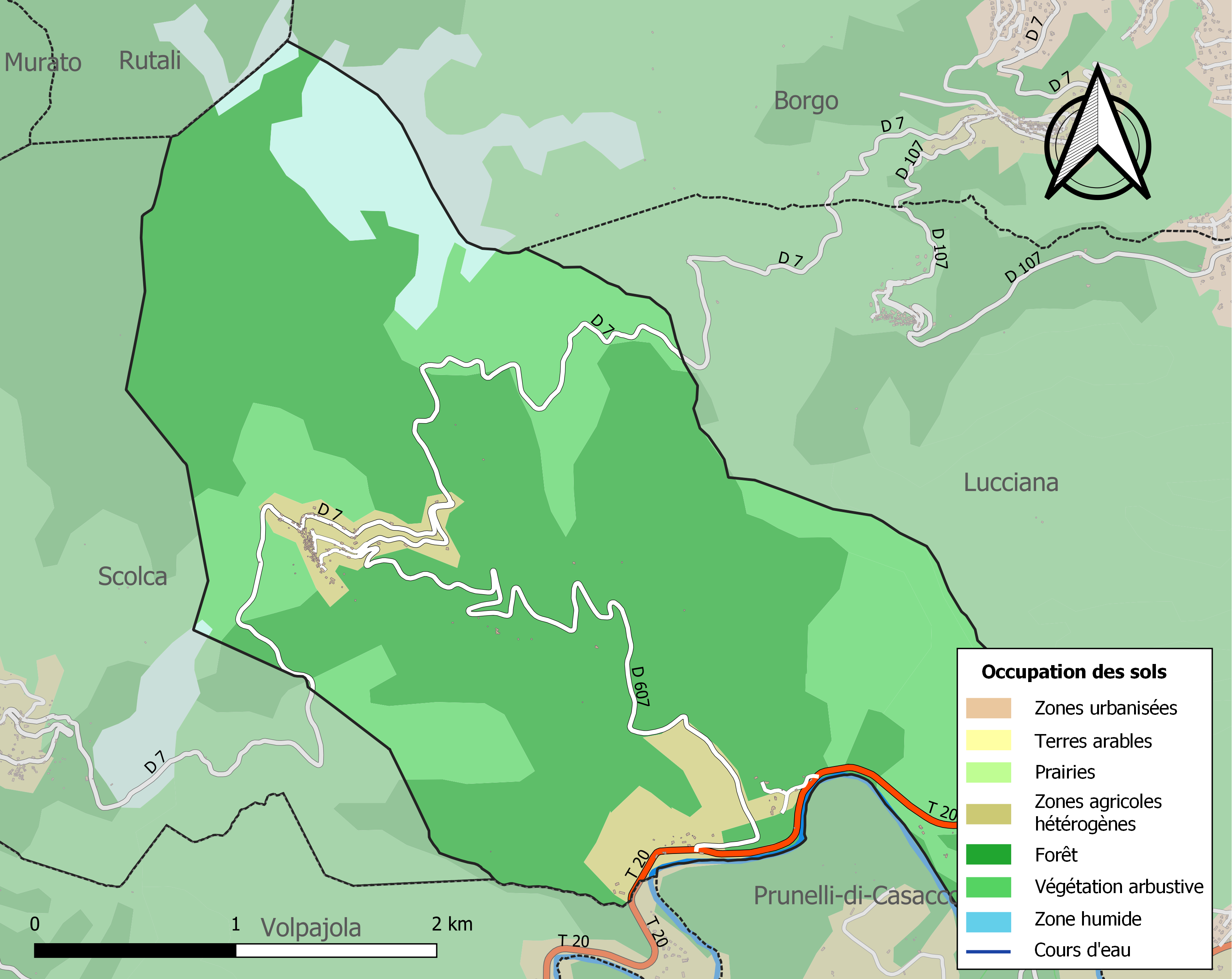
Carte des infrastructures et de l'occupation des sols de la commune en 2018 (CLC).

## Toponymie
Le nom corse de la commune est Vignale /biˈɲalɛ/, issu du corse vignale signifiant « vignoble, lieu planté de vignes ».

## Accident
Le 25 Juillet 1973, un avion bombardier d'eau : type Canadair CL 215 - Pélican 19, dans la lutte contre un incendie vient s'écraser sur une colline à Vignale, après avoir heurté une ligne à haute tension, le pilote et son mécanicien sont tués sur le coup.Une stelle est implantée près du lieu de l'accident.
Une cérémonie d'hommages a lieu tous les ans sur le site à la date anniversaire de l'accident.

## Politique et administration

### Administration municipale
| Période                                  | Période   | Identité           | Étiquette | Qualité                                                |
| ---------------------------------------- | --------- | ------------------ | --------- | ------------------------------------------------------ |
| mars 1988                                | mars 2002 | Jéromine Terrighi  |           |                                                        |
| mars 2002                                | en cours  | Charlotte Terrighi | DVD       | Cadre supérieur Conseillère départementale (2015-2017) |
| Les données manquantes sont à compléter. |           |                    |           |                                                        |

### Intercommunalité
La commune fait partie de la communauté de communes de Marana-Golo.

## Population et société

### Démographie
L'évolution du nombre d'habitants est connue à travers les recensements de la population effectués dans la commune depuis 1800. Pour les communes de moins de 10 000 habitants, une enquête de recensement portant sur toute la population est réalisée tous les cinq ans, les populations de référence des années intermédiaires étant quant à elles estimées par interpolation ou extrapolation. Pour la commune, le premier recensement exhaustif entrant dans le cadre du nouveau dispositif a été réalisé en 2005.

En 2022, la commune comptait 221 habitants, en évolution de +35,58 % par rapport à 2016 (Haute-Corse : +5,15 %, France hors Mayotte : +2,11 %).
| 1800 | 1806 | 1821 | 1831 | 1836 | 1841 | 1846 | 1851 | 1856 |
| ---- | ---- | ---- | ---- | ---- | ---- | ---- | ---- | ---- |
| 199  | 221  | 255  | 279  | 294  | 339  | 390  | 354  | 344  |

| 1861 | 1866 | 1872 | 1876 | 1881 | 1886 | 1891 | 1896 | 1901 |
| ---- | ---- | ---- | ---- | ---- | ---- | ---- | ---- | ---- |
| 381  | 397  | 405  | 402  | 445  | 448  | 506  | 511  | 546  |

| 1906 | 1911 | 1921 | 1926 | 1931 | 1936 | 1946 | 1954 | 1962 |
| ---- | ---- | ---- | ---- | ---- | ---- | ---- | ---- | ---- |
| 525  | 472  | 440  | 428  | 370  | 303  | 310  | 238  | 218  |

| 1968 | 1975 | 1982 | 1990 | 1999 | 2005 | 2006 | 2010 | 2015 |
| ---- | ---- | ---- | ---- | ---- | ---- | ---- | ---- | ---- |
| 213  | 210  | 200  | 176  | 165  | 175  | 173  | 174  | 168  |

| 2020 | 2022 | - | - | - | - | - | - | - |
| ---- | ---- | - | - | - | - | - | - | - |
| 212  | 221  | - | - | - | - | - | - | - |

## Culture et patrimoine

### Lieux et monuments

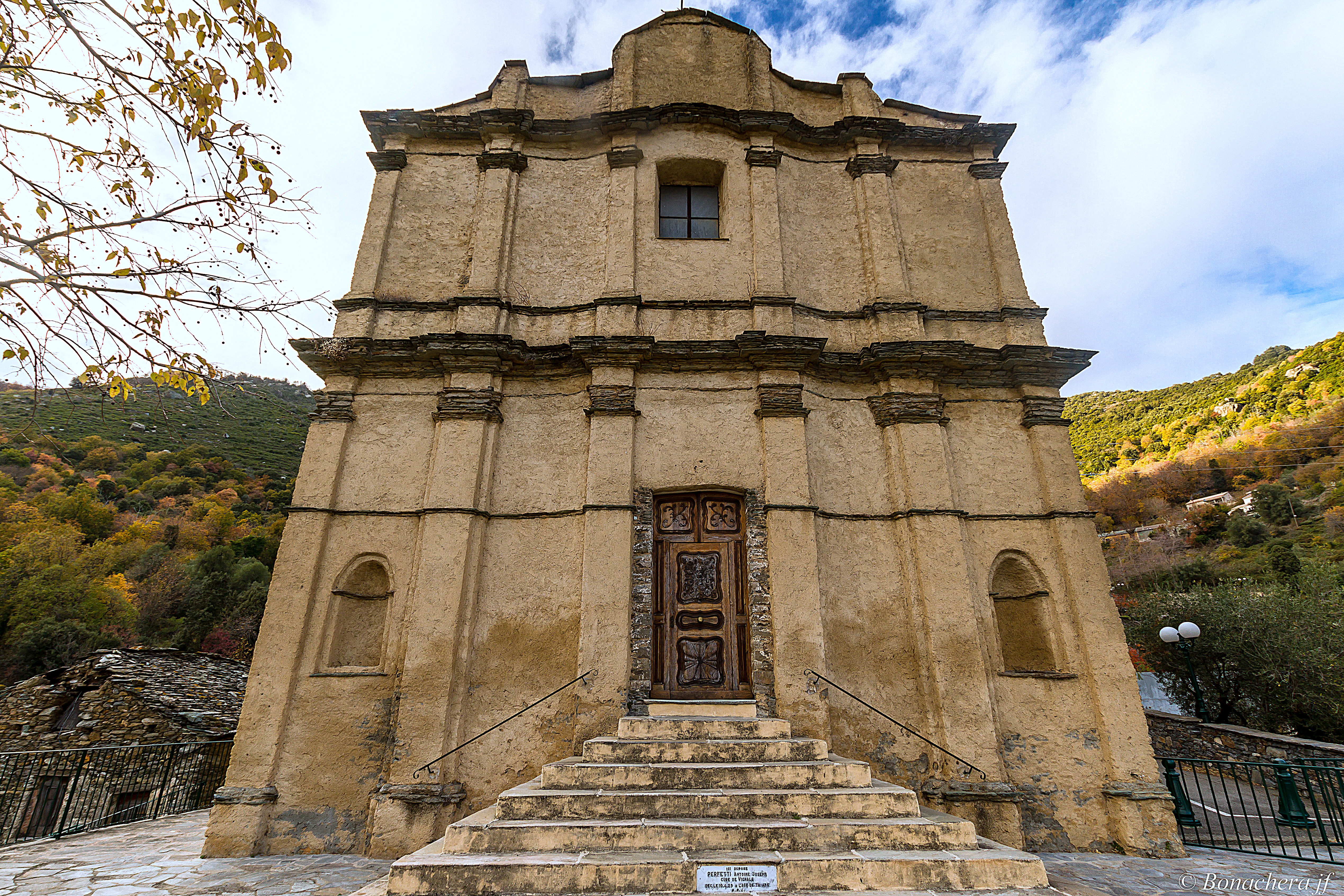
Vignale : l'église

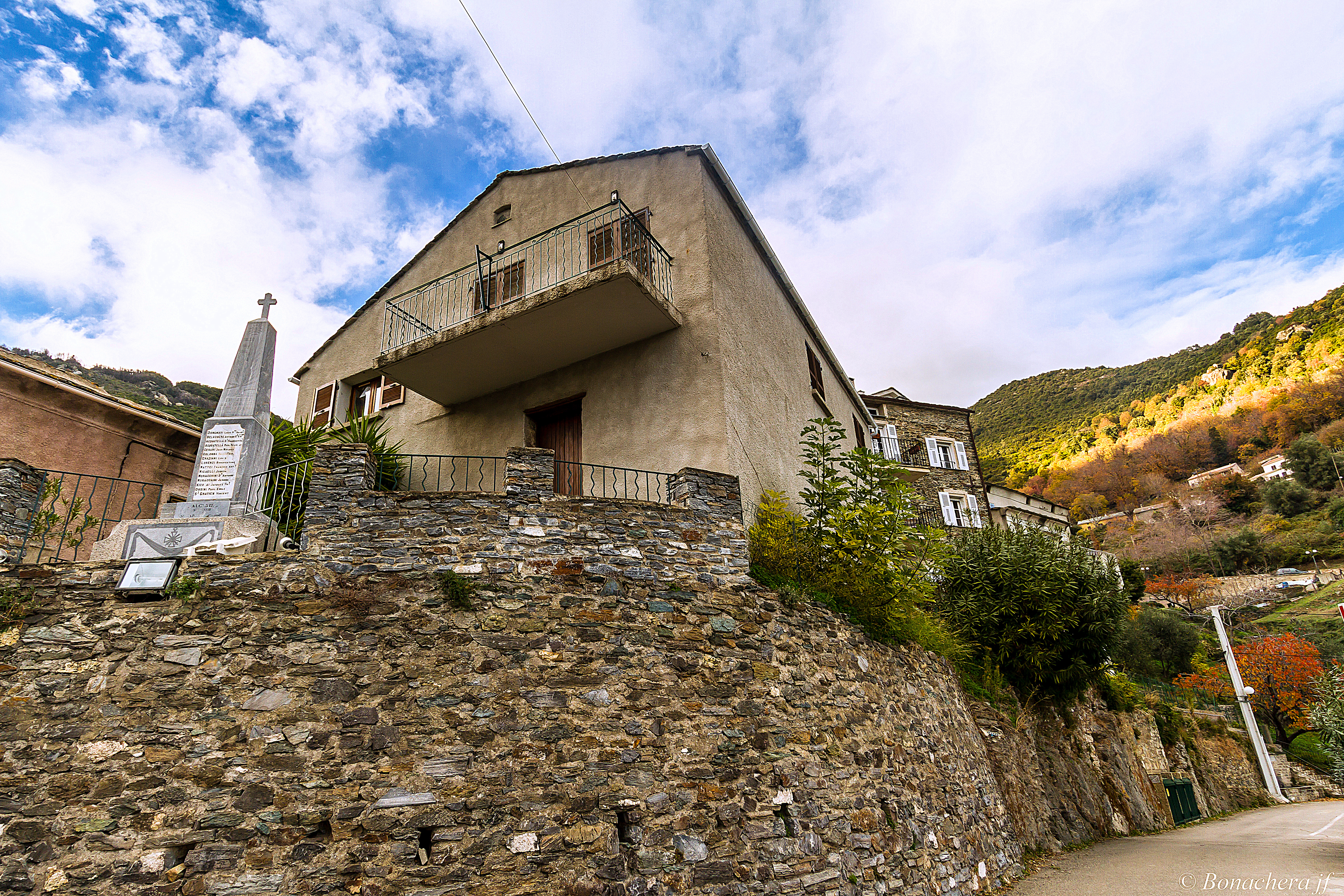
Le monument aux morts et la mairie.

- Église Saint-Luxor.